# Черевко, Александр Владимирович
Александр Владимирович Черевко (укр. Олександр Володимирович Черевко; род. 6 апреля 1959, Водяники, Черкасская область) — украинский финансист, учёный, общественно-политический деятель, доктор экономических наук, профессор, заслуженный экономист Украины. Председатель Черкасской областной государственной администрации (2005—2010), ректор Черкасского национального университета имени Богдана Хмельницкого (с 2015).

## Образование, служебная карьера, общественная деятельность
После завершения учебы в местной восьмилетке в 1974 г. вступил в Черкасский финансовый техникум, окончил его в 1977 г., приобретя специальность финансиста. По направлению работал экономистом Резинского отделения Стройбанка СССР (Молдавская ССР). В 1977—1979 гг. проходил срочную военную службу, а после её завершения занимал должности экономиста, уполномоченного Стройбанка СССР в г. Резино. С 1982 — управляющий Резинского отделения Стройбанка (Промстройбанка). В 1985 г. получил высшее образование на заочном отделении экономического факультета Кишиневского государственного университета. В 1988—1991 гг. занимал должность управляющего Резинского отделения Агропромбанка СССР.
С 1991 г. — глава Золотоношского отделения Агропромбанка «Украина» (Черкасская обл.), а в 1996—2004 гг. — начальник управления Национального банка Украины в Черкасской области. На общественных началах исполнял обязанности советника премьер-министра Украины (2000—2001 гг.), а в 2002—2004 гг. — помощника-консультанта народного депутата Украины В. А. Ющенко. В 1998, 2002, 2006 и 2010 гг. избирался депутатом Черкасского областного совета.
Начиная с 2001 года преподавал (по совместительству) цикл финансово-экономических дисциплин в киевском филиале Львовского банковского института (института банковского дела) НБУ.
В 2004—2005 гг. был руководителем Черкасского регионального избирательного штаба кандидата на пост президента Украины В. А. Ющенко. Указом президента Украины 4 февраля 2005 г. назначен на должность председателя Черкасской областной государственной администрации и занимал эту должность до 13 марта 2010 г. При губернаторской каденции А. В. Черевко Черкасская область постоянно занимала лидирующие позиции в социально-экономическом развитии. По темпам экономического роста тот период был признан[кем?] самым успешным за все годы независимости. Для использования уникальных туристических резервов Шевченкового края, сохранения и пропаганды его материального и духовного наследия был основан уникальный проект «Золотая подкова Черкасщины».
На внеочередных парламентских выборах 30 сентября 2007 г. был избран в высший законодательный орган по спискам Блока «Наша Украина — Народная Самооборона», но от депутатского мандата отказался и продолжал свою деятельность как председатель Черкасской ОГА.
В течение 2007—2008 гг. А. В. Черевко был членом Совета национальной безопасности и обороны Украины. Государственный служащий 1-го ранга.
В 2008—2009 годах — почётный президент футбольного клуба «Днепр» (Черкассы)
В 2010—2011 гг. находился в должности профессора Института магистерского и последипломного образования Университета банковского дела НБУ, а в 2011—2014 гг. был председателем Наблюдательного совета ПАО «Банк „Киевская Русь“».
Приказом Министра образования и науки Украины в июле 2014 г. назначен исполняющим обязанности ректора Черкасского национального университета имени Богдана Хмельницкого. В апреле 2015 г. в результате прямых выборов избран ректором этого университета. Как глава ЧНУ, обеспечил открытие кафедры военной подготовки, организовал работу Центра международного образования, где осуществляется подготовка студентов стран Азии и Африки, инициировал открытие не менее 15 новых специальностей, способствует существенному укреплению материально-технической и учебно-методической базы университета. В период ректорской каденции А. В. Черевко значительно выросли рейтинговые показатели ЧНУ им. Б. Хмельницкого в университетских сообществах Украины и Евразии.
Преподавал экономические дисциплины на кафедре менеджмента и экономической безопасности, а ныне является профессором кафедры государственной службы, публичного администрирования и политологии (по совместительству).
Возглавляет Совет ректоров и директоров учреждений высшего образования Черкасской области и является председателем обособленного подразделения Спортивного студенческого союза Украины в Черкасской области. На протяжении многих лет постоянно выступает в теле- и радиоэфире, печатных средствах информации, организует проведение культурно-просветительских мероприятий регионального уровня. Генерал-полковник украинского казачества. Член епархиального совета ПЦУ Черкасской епархии.

## Научные достижения
В 2004 г. защитил диссертацию на соискание учёной степени кандидата экономических наук, её тема — «Механизмы снижения уровня теневой экономической деятельности (на примере предприятий и организаций Черкасской области)», через 3 года присвоено учёное звание доцента. В 2007 г. получил научную степень доктора экономических наук, защитив диссертацию по теме «Стратегия социально-экономического развития регионов Украины». Его научруками были академики НАН Украины Н. И. Долишний и Б. М. Данилишин. В 2015 г. присвоено ученое звание профессора.
Среди научных интересов профессора А. В. Черевко — проблемы детенизации экономики, перспективы качественной трансформации банковского сектора, стратегические ориентиры регионального развития, управление экономической безопасностью на микро- и макроуровнях, рациональная организация систем финансовой, кадровой, информационной интерфейсной безопасности субъектов хозяйственной деятельности. В последние годы он обратился и к вопросам реализации антикризисной государственной политики в условиях рисков, технологии реализации административных реформ ведущими странами мира.
По результатам исследовательской работы А. В. Черевко опубликовано около 170 работ, из них 12 отдельных изданий (монографий, учебных пособий, научно-популярных изданий). Среди них выделяются монографии «Детенизация экономики», «Стратегия социально-экономического развития регионов Украины», «Теории, технологии и особенности реализации административных реформ в ведущих странах мира», «Реализация антикризисной государственной политики ведущими странами мира в условиях рисков», учебное пособие «Евроинтеграция, международное публичное управление и безопасность» (3 последние — в соавторстве).
Автор многочисленных статей в профессиональных изданиях Украины, а также в зарубежных журналах, которые индексируются в наукометрических базах данных. Под научным редактированием А. В. Черевко увидело свет более 100 изданий.
Инициировал начало работы новых научных школ при ЧНУ. Под его непосредственным руководством учёными учебно-научного института экономики и права выполняется комплексное научно-прикладное исследование «Инновационные подходы к государственному регулированию финансовой безопасности Украины».
Обеспечил создание и возглавил работу специализированного Учёного совета при ЧНУ Д73.053.05 по защите кандидатских и докторских диссертаций по трём востребованным экономическим специальностям[каким?]. Выступил научным руководителем 5-ти соискателей учёной степени кандидата экономических наук.

## Награды

### Ордена
- «За заслуги» 3-й степени (2009);
- Святого равноапостольного князя Владимира Великого 2-й и 3-й степени (2005 и 2001 соответственно);
- князя Константина Острожского (2009);
- орден Святого Архистратига Михаила (2008);
- орден Святого Николая Чудотворца (2007);
- орден Ивана Богуна (2008);
- орден св. Юрия Победителя (2008);
- орден св. Андрея Первозванного (2009);
- «Честь. Вера. Слава» (2014);
- Петра Сагайдачного (2015).

### Медали, знаки отличия, нагрудные знаки
- «2000-летие Рождества Христова» (2002);
- «Гвардия революции» (2005);
- Серебряный казацкий крест (2006);
- Отличник образования Украины (2006);
- «Степан Бандера» (2009);
- «Бриллиантовый крест» (2009);
- «350 лет Конотопской битвы» (2009);
- «360 лет образования Украинского казацкого государства в честь юбилея и воссоздания резиденции Богдана Хмельницкого в г. Чигирине» (2009);
- Почетный знак отличия Национального банка Украины (2005);
- «365 лет образования Украинского казацкого государства в честь юбилея и провозглашения г. Чигирина столицей Украинского государства» (2014);
- «За возрождение казацкого государства Украины» (2014);
- «За высокий профессионализм» (2015);
- «За развитие Украины» (2007);
- «Строитель Украины» (2008);
- «За отвагу в чрезвычайных ситуациях» (2009);
- «Знак Почета» (МОУ; 2009);
- «За содействие Вооружённым Силам Украины» (2009);
- «За заслуги перед Черкасской областью» (2017);
- «Холодный Яр» (2016);
- «За преданность делу» (2016);
- «Рыцарь Отечества» (2016);
- «Холодный Яр» (2019);
- «Гордость Черкасчины» (2019).

### Почетные звания, грамоты
- Почётный гражданин г. Золотоноши (2005);
- Заслуженный экономист Украины (2006);
- «Человек года» в номинации «Региональный лидер года» (2006);
- Почётный гражданин с. Суботова (2008);
- Почётный гражданин с. Водяников (2009);
- Почётная грамота НСЖУ (2007);
- Почётная грамота Кабинета министров Украины (2009);
- Почётная грамота Верховной рады Украины (2009);
- Почётная грамота Центральной избирательной комиссии Украины (2006);
- «Лучший педагог года» (2016, 2017, 2018);
- Почётная грамота Верховной рады Украины (2019);
- Почётный краевед Украины (2019).

## Основные труды

### Монографии и пособия
1. Разработка и реализация региональных программ содействия развитию малого предпринимательства: метод. рек. — Львов: ИРИ НАНУ, 2002. — 15 с.
2. Принципы формирования и механизмы реализации финансовой политики приватизированных предприятий : коллект. монография / Ин-т региональных исследований. НАН Украины; авт. кол.: А. В. Черевко [и др.]; под научн. ред. М. А. Козорез. — Львов: ЛБИ НБУ, 2004. — 520 с.
3. Детенизация экономики (анализ, оценка и механизм снижения уровня теневой экономики). — Киев: Изд. дом «Корпорация», 2004. — 94 с.
4. Сын Грузии и Украины / А. В. Черевко, В. Н. Трохименко, Ф. Ф. Билецкий [и др.]; сост.: М. А. Костецкий, Д. О. Бурдакова. — Черкассы: Вертикаль, 2005. — 136 с.
5. Стратегия социально-экономического развития регионов Украины: монография. — Черкассы: Брама Украина, 2006. — 424 с.
6. Водяники 650 / авт. кол.: А. Черевко (рук. авт. кол.), А. Чабан, М. Бабак, Г. Дихтяренко [и др.]. — Черкассы; Киев. — 2009. — 143 с.
7. Евроинтеграция, международное публичное управление и безопасность : [учеб. пособ.] / В. И. Шарый, А. В. Черевко, В. М. Мойсиенко, Л. Я. Самойленко; ЧНУ им. Б. Хмельницкого. — Черкассы: Чабаненко Ю. А., 2017—278 с.
8. Реализация антикризисной государственной политики ведущими странами мира в условиях рисков : монография / В. И. Шарый, А. В. Черевко, В. М. Мойсиенко [и др.]; ЧНУ им. Б. Хмельницкого. — Черкассы: Чабаненко Ю. А., 2017. — 300 с.
9. Шарый В. И. Теории, технологии и особенности реализации административных реформ в ведущих странах мира: монография / В. И. Шарый, А. В. Черевко, В. М. Мойсиенко; ЧНУ им. Б. Хмельницкого. — Черкассы: Чабаненко Ю. А., 2017. — 316 с.
10. Экономика и управление: метод. реком. к изучению дисциплины для слушателей дневной и заочной форм обучения специальности 281 «Публичное управление и администрирование» образовательной ступени «магистр» / А. В. Черевко,В. И. Шарый ; МОН Украины, ЧНУ им. Б. Хмельницкого. — Черкассы: ЧНУ им. Б. Хмельницкого, 2018. — 38 с.
11. Экономическая безопасность государства : учеб.-метод. пособ. / З. Б. Живко, А. В. Черевко, М. И. Копытко [и др.]. -Черкассы : Чабаненко Ю. А., 2019—240 с.
12. Организация и управление системой экономической безопасности предприятия : учеб.-метод. пособ. / З. Б. Живко, А. В. Черевко, Н. В. Зачёсова [и др.]; под ред. З. Б. Живко. -Черкассы : Чабаненко Ю. А., 2019. — 120 с.